# Деметрий II (царь Абхазии)
Дмитрий II; (умер ~861 г.) — царь Абхазии с 825 по 861 гг.

## История
Дмитрий получил корону от своего старшего брата Феодосия, и продолжил его дело, существует данные о том что Дмитрий отразил 40 тысячный десант византийского флота. В 853 Дмитрий попытался остановить войско полководца Буги Турка при Куэрцхоба и потерпел поражение, некоторое время он был вынужден платить дань арабам.После Дмитрия правил его младший брат.

## Семья
- Феодосий — старший брат, царь Абхазии
- Георгий — младший брат, царь Абхазии
- Тинен (вероятное имя) — сын, наместник Картли
- Баграт — сын, царь Абхазии